# Cabauw

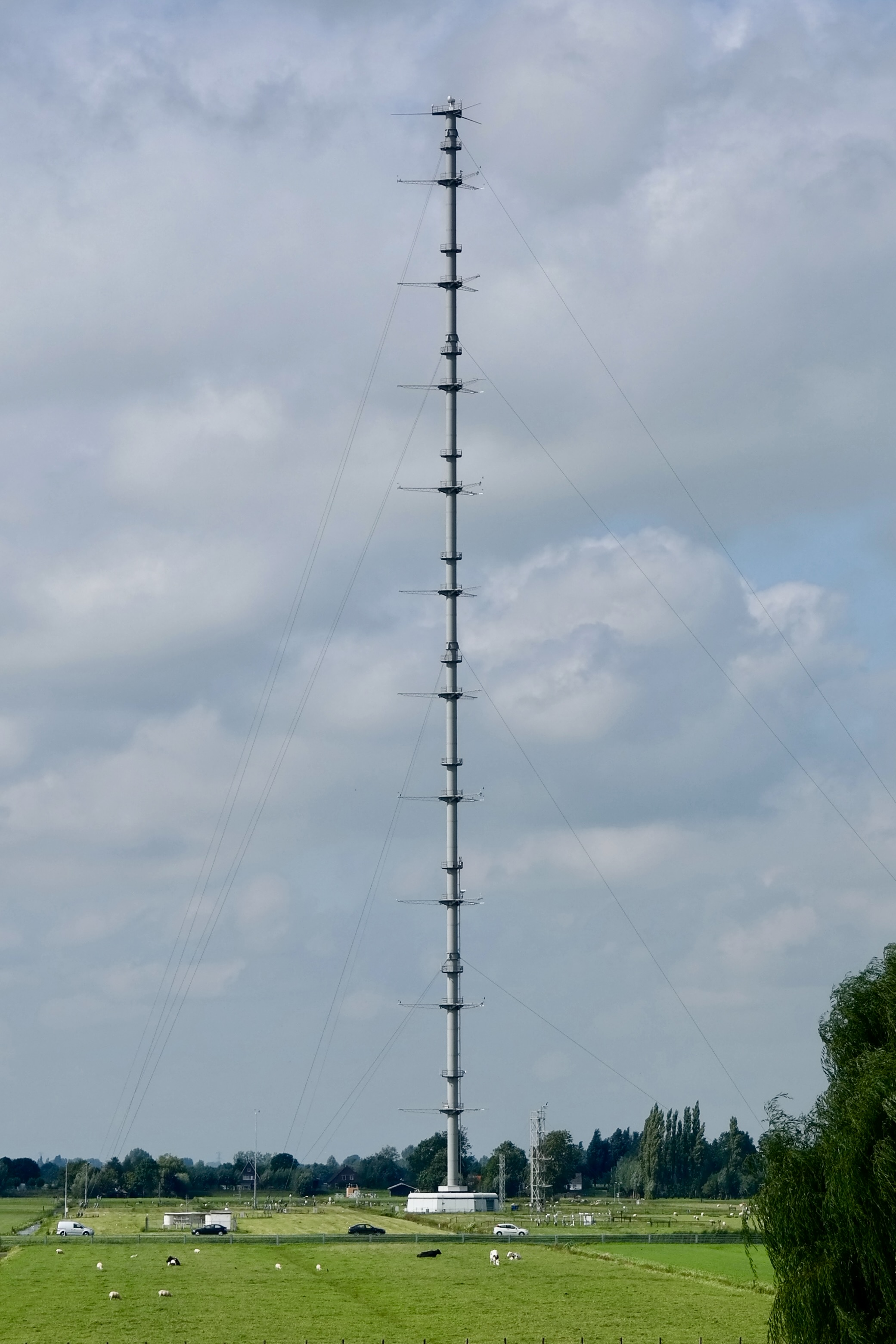
De meetmast van het KNMI

Cabauw is een klein dorp en voormalige gemeente in de gemeente Lopik, in de Nederlandse provincie Utrecht. Het dorp ligt in de polder Lopikerwaard.

## Geschiedenis
De polder Cabauw is in de 13e eeuw ontgonnen. Het was geen cope, maar een zogenaamde restontginning evenals Blokland. De naam Cabauw wordt in 1253 voor het eerst genoemd. Het is dan in bezit van Jan van der Lede, heer ook van Haastrecht.
Van 1817 tot 1857 was Cabauw een zelfstandige gemeente, daarna werd het samen met Zevender bij Willige Langerak gevoegd. In 1943 kwam Cabauw in de gemeente Lopik te liggen.

### Herkomst van de naam
Wat nu Cabauw wordt genoemd, werd in vroegere eeuwen aangeduid als "die wilde Cabbau", waarschijnlijk omdat het gebied overbleef tussen de overige ontginningen. Cabbau zou van kade en bouw kunnen komen. Op sommige kaarten zie je ook "Kabou" staan. Een andere verklaring is dat de naam afkomstig is van het oud-Utrechtse woord cabeeuwen, hetgeen ruziën betekent.

## Demografie
Cabauw is van oudsher een katholieke enclave in de overwegend reformatorische Lopikerwaard.

Het dorp heeft 690 inwoners.

## Bezienswaardigheden
In Cabauw staat sinds 1972 een 213 meter hoge meetmast van het KNMI. Daarnaast is Cabauw een typisch polderdorp, waarbij de bebouwing aan een vaart is gelegen. Ten westen van het dorp vinden we De Middelste Molen, een wipmolen uit 1773. Deze bemaalde het gebied van het latere waterschap "Lopik, Lopikerkapel en Zevenhoven". De molen is tussen 2019 en 2021 gerestaureerd.